# Jean-Louis Pisuisse
Jean-Louis Pisuisse (Vlissingen, 6 september 1880 - Amsterdam, 26 november 1927) was een Nederlandse zanger en cabaretier. Hij geldt als pionier en grondlegger van de Nederlandse kleinkunst.

## Cabaret
Pisuisse trok op 20-jarige leeftijd naar Amsterdam, waar hij als journalist werkte bij het Algemeen Handelsblad. In 1907 toerden Pisuisse en zijn collega- journalist Max Blokzijl door Nederland; vermomd als Italiaanse straatzangers. Resultaat van dit als grap begonnen project was het succesvolle boekje Avonturen als straatmuzikant met illustraties van Louis Raemaekers en Jan Feith. Van 1908 tot 1913 ondernamen de twee chansonniers/journalisten een wereldreis. Ze noemden hun chansons levensliederen.
Pisuisse besloot de journalistiek vaarwel te zeggen en werd fulltime artiest. Beïnvloed door de cabarets die hij in Parijs had bezocht, richtte hij het eerste volwaardige cabaretgezelschap van Nederland op. In samenwerking met impresario Max van Gelder organiseerde hij vanaf 1912 cabaretvoorstellingen in het Kurhaus in Scheveningen. Hij stelde in deze periode verschillende boeken met liedjes in verschillende talen samen, zoals Chansons internationales en Honderd liederen uit het Fransch, Duitsch en Engelsch repertoire.
Vanaf 1914 zong Pisuisse ook liedjes in het Nederlands, onder andere van Dirk Witte. Deze laatste schreef vele bekende Nederlandse cabaretliedjes voor Pisuisse, waaronder Mens, durf te leven. Na een korte onderbreking tijdens de Eerste Wereldoorlog had hij vanaf 1915 in diverse talen succes met repertoire van bijvoorbeeld Aristide Bruant, van hemzelf of van Dirk Witte.
In de eerste jaren zorgde Max Blokzijl voor de pianobegeleiding. Tijdens de Eerste Wereldoorlog werd deze echter onder de wapenen geroepen. Zijn vervanger als pianist werd Jan Hemsing, die in 1922 ernstig ziek werd en toen werd vervangen door Henk Stuurop. De zanger Paul Collin maakte tien jaar lang deel uit van het gezelschap en zette het na Pisuisse's dood nog enkele jaren voort.
Pisuisse trouwde driemaal; in 1903 met Jacoba Smit, in 1913 met Fie Carelsen en in 1927 met Jenny Gilliams, een zangeres uit zijn cabaretgezelschap met wie hij toen al enige jaren een verhouding had. Zijn uit het eerste huwelijk geboren zoon Jack Pisuisse (1904-1973) werd toneelspeler. Uit de relatie met Jenny Gilliams stamde dochter Jenny Pisuisse (1920-2022), die in 1977 het boek 'Jean-Louis Pisuisse, de vader van het Nederlands cabaret' schreef.

## Moord

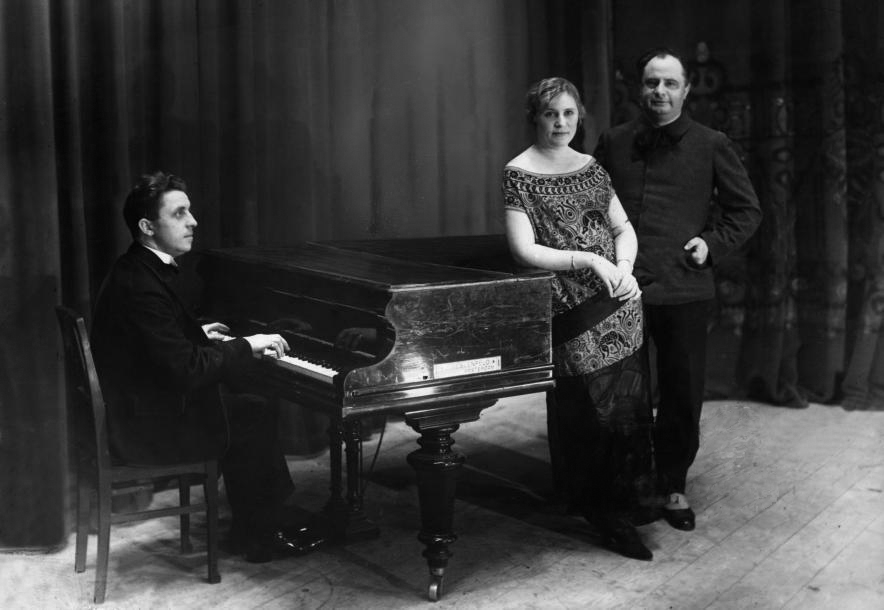
Jean-Louis Pisuisse met zijn latere vrouw Jenny Gilliams, staande bij piano. Achter de vleugel Henk Stuurop

Jenny Gilliams had een affaire met een ander lid van het gezelschap, Tjakko Kuiper, maar brak uiteindelijk met hem. Dat was voor Kuiper kennelijk niet te verteren: op 26 november 1927 schoot hij op het Rembrandtplein in Amsterdam zowel het echtpaar Pisuisse als zichzelf neer. Kuiper overleed ter plekke. Pisuisse werd nog naar het politiebureau aan de Halvemaansteeg gebracht, maar stierf daar, terwijl Gilliams een uur later in het Binnengasthuis bezweek.

## Uitvaart

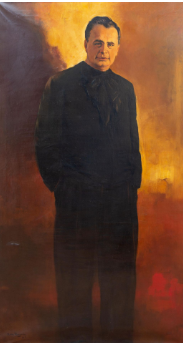
Pisuisse (door Han van Meegeren, 1928)

Op 1 december 1927 werden de Pisuisses onder grote belangstelling overgebracht van Amsterdam naar Den Haag, waar zij op de begraafplaats Oud Eik en Duinen werden begraven. Door een meningsverschil tussen de families Pisuisse en Gilliams werd Jenny Gilliams op 27 maart 1928 uit het graf van Pisuisse verwijderd en in het naastgelegen graf herbegraven. Fie Carelsen, die in 1970 het eigendomsrecht van het graf van Pisuisse verwierf, nam in haar testament op dat ze in zijn graf wilde worden bijgezet. Na haar overlijden in 1975 gebeurde dat daadwerkelijk.

## Nalatenschap
Veertig jaar na zijn dood werd uit de erfenis van zijn tweede echtgenote Fie Carelsen de Pisuisse-prijs in het leven geroepen. Tussen 1976 en 1999 werd deze prijs uitgereikt aan een leerling van de Academie voor Kleinkunst voor de beste theaterprestatie. Winnaars zijn onder andere Carice van Houten, Alex Klaasen, Jeremy Baker, Karin Bloemen en Simone Kleinsma.
- Biografisch Portaal: 31624974
- Digitale Bibliotheek voor de Nederlandse Letteren: pisu001
- Gemeinsame Normdatei: 118941798
- International Standard Name Identifier: 0000 0000 2291 7048
- Library of Congress Control Number: n78002415
- MusicBrainz: 06162ed4-aae9-42f6-b183-9d5e683d70c4
- Nederlandse Thesaurus van Auteursnamen: 070944423
- Virtual International Authority File: 37715667
- WorldCat: E39PBJyrVkHBwQ9TrrPgBMbrv3